# Maria Tomásia Figueira Lima
Maria Tomásia Figueira Lima (Sobral, 1826 - 1902) va ser una aristòcrata i abolicionista brasilera. L'any 1882, juntament amb Elvira Pinho i d'altres dones, va participar en la fundació de la Sociedade das Senhoras Libertadoras (o Cearenses Libertadoras) amb l'objectiu de lluitar per l'abolició de l'esclavitud, organització que també va presidir. Aquesta agrupació es va convertir en la primera del seu tipus que va ser conformada i liderada exclusivament per dones.
Figueira Lima va pertànyer a les famílies tradicionals Figueira de Melo, Xerez i Viriato de Medeiros, i va contreure matrimoni amb el també abolicionista Francisco de Paula de Oliveira Lima.